# Ледяной походъ
Ледяной походъ — десятый альбом группы «Калинов мост», выпущенный в 2007 году. Восьмой студийный альбом группы.

## Об альбоме

### Название
Название альбома содержит прямое указание на историческое событие — Великий Сибирский Ледяной поход, проходивший в 1920 году. По словам журналиста и обозревателя Евгения Богачкова, «Ледяной поход» — это не только отступление Белой армии через Сибирь, но и исполненный надежды поход «Новых пионеров» к «священной земле — Сибири». Также в истории Белого движения известен Первый Кубанский («Ледяной») поход 1918 года с Дона на Кубань.

### Оформление
В оформлении альбома использовано изображение «Ледяного похода знак», которым награждались Первопоходники, вместо ордена «За Великий Сибирский поход». Отличие заключается в том, что на рисунке не показана позолота меча, которым пронзён терновый венец. Тем не менее, на многих источниках разница между двумя орденами практически неразличима.
В одном из вариантов оформления CD орден изображён на фоне карты восточной Украины, что, возможно, отсылает нас не к Сибирскому, а к Кубанскому походу.

### Звучание
По сравнению с предыдущим альбомом непосредственно звук стал проще за счет снижения роли компьютерных эффектов, приблизив звучание альбома к концертному звучанию ансамбля. Однако мелодическая составляющая музыки стала разнообразнее. Как отметил уже упомянутый Евгений Богачков, ощущается ориентация музыкантов на арт-роковую традицию, с её мелодичностью и изяществом.

### Тематика
Лирическая тематика в альбоме уступает место идейным песням, хотя и не исчезает вовсе. Православие, которое Дмитрий Ревякин — лидер группы — принял в 2003 году, оказывает существенное влияние на тексты: во многих песнях упоминаются христианские понятия и символы («Выручать из плена души близких дали ангелы приказ», «Крест поставьте деревянный на могилку казака», «Пресвятая Богородица, будь к избранникам добра»). Прослеживаются также патриотические мотивы и симпатия к Белому движению, например, в песне «Севастополь», посвященной трагическим событиям Крымской войны. Песни «Азиатская» и «Вечное небо» Ревякин посвятил соответственно атаману Семёнову и барону Унгерну, видным деятелям Белого движения в Сибири и на Дальнем Востоке. Некоторые критики, проводя аналогию между Дмитрием Ревякиным и Константином Кинчевым, видят в этой тенденции проявление клерикализма и даже влияние государственной власти. Другие обозреватели считают, что подобная тематика — это бунт против реалий нашего времени.
Помимо этих тем в альбоме затрагиваются и другие, как, например, темы войны и подвига. Эти понятия отразились в строках «Где даруют в подвиг силы, где война с колен поднимет», «Вечное небо подвига ждет». Как пояснено в пресс-релизе, имеется в виду война как «полное неприятие того, что происходит, но при этом приятие самого Божьего мира» — единственное «честное и благородное состояние в условиях распада и разложения».

### Виды издания
Альбом издан в обычном и подарочном вариантах. Подарочное издание снабжено художественно оформленным буклетом с текстами песен и бонусным диском с инструментальными версиями (минус-фонограммами) композиций.

## Список композиций
| №   | Название            | Длительность |
| --- | ------------------- | ------------ |
| 1.  | «Азиатская»         | 5:28         |
| 2.  | «Я воль»            | 5:12         |
| 3.  | «Вечное небо»       | 5:25         |
| 4.  | «Крест деревянный»  | 4:00         |
| 5.  | «Севастополь»       | 5:56         |
| 6.  | «Пионеры»           | 3:37         |
| 7.  | «Не предать»        | 5:23         |
| 8.  | «Фройлен, прощайте» | 5:40         |
| 9.  | «Челом»             | 5:41         |
| 10. | «Хорошо»            | 7:03         |
| 11. | «Благодать»         | 6:04         |
| 12. | «Табачок турецкий»  | 5:04         |

## Участники записи
- Дмитрий Ревякин — вокал, акустическая гитара
- Александр Владыкин — клавишные, бэк-вокал
- Константин Ковачев — гитара, гусли, лютня
- Андрей Баслык — бас-гитара, бэк-вокал
- Виктор Чаплыгин — барабаны
- Валерий Черкесов — звукорежиссёр